# 1751년
1751년은 금요일로 시작하는 평년이다.

## 연호
- 청(淸) 건륭(乾隆) 16년
- 일본(日本) 간엔(寛延) 4년 / 호레키(宝暦) 원년
- 후 레 왕조(後黎朝) 까인흥(景興) 12년

## 기년
- 류큐(琉球) 쇼케이왕(尚敬王) 39년
- 청(淸) 고종 건륭제(高宗 乾隆帝) 16년
- 조선(朝鮮) 영조(英祖) 27년
- 후 레 왕조(後黎朝) 현종(顯宗) 12년

## 사건
- 음력 10월 5일 - 영조의 제10녀 화유옹주와 황인점이 혼인하였다. 홍인점은 창성위(昌城尉)에 봉해졌다.[1]

## 탄생
- 1월 31일 - 프랑스의 화가이자 장군 장 프랑수아 카르토. (~1813년)
- 3월 16일 - 미국의 4대 대통령 제임스 매디슨. (~1836년)
- 7월 30일 - 오스트리아의 피아노 연주자, 하프시코드 연주자 마리아 안나 모차르트. (~1829년)
- 9월 28일 - 일본의 다이묘 오다 노부치카. (~1818년)

## 사망
- 1월 17일 - 이탈리아의 작곡가 토마소 알비노니. (1671년~)
- 3월 31일 - 영국왕 조지 2세의 장남 웨일스 공 프레더릭. (1707년~)
- 7월 12일 - 일본 에도 막부의 8대 쇼군 도쿠가와 요시무네. (1684년~)

## 참고 자료
- 춘추관 관원들 (1781). 《영조실록》.